# Louis Roederer
Pour les articles homonymes, voir Roederer.
 (janvier 2021).
Si vous disposez d'ouvrages ou d'articles de référence ou si vous connaissez des sites web de qualité traitant du thème abordé ici, merci de compléter l'article en donnant les références utiles à sa vérifiabilité et en les liant à la section « Notes et références ».
Louis Roederer, né à Strasbourg le 6 avril 1809 et mort le 18 mai 1870 à Souvilly (Eure), a donné son nom à la maison de Champagne Louis Roederer qu'il a dirigée de 1833 à 1870.

## Biographie
Ancien conseiller général, il peut être considéré comme l’un des négociants de Reims qui ont donné le plus d’extension au commerce des vins de Champagne. Lieutenant de louveterie de l’arrondissement de Reims, il est aussi renommé pour ses chevaux et ses équipages de chasse pouvant rivaliser avec les meutes des princes.
C'est le père de Louis Roederer II, né de son mariage en 1834 avec Louise Félicité Béchet (1817-1854) et qui lui succède à la tête de la maison de Champagne à sa mort en 1870.
C'est le cousin au 5e degré du comte Pierre-Louis Roederer.
C'est son champagne qui est servi pendant l'Exposition Universelle, le 7 juin 1867, au Café Anglais à Paris, le repas est constitué de seize plats, préparé par le chef Adolphe Dugléré et le chef sommelier et propriétaire Claudius Burdel. Le Tsar[Lequel ?] se souviendra de ce champagne et il contacte Louis Roederer, pour une commande régulière de champagnes, à la condition que les bouteilles soient transparentes et à fond plat. Ce qui, aux références historiques, de la Maison Roederer est fait en 1876.
En 2003, est créée la Fondation Louis Roederer, qui place le mécénat et l'engagement dans le monde de la culture et de l'art au cœur de la Maison.
En 2019, est lancé le Prix Louis Roederer de la révélation, pour célébrer les jeunes talents issus des films en compétition à la Semaine de la critique à Cannes.